# Kingsland (Texas)
Kingsland és una concentració de població designada pel cens dels Estats Units a l'estat de Texas. Segons el cens del 2000 tenia 4.584 habitants.

## Demografia
Segons el cens del 2000, Kingsland tenia 4.584 habitants, 2.103 habitatges, i 1.343 famílies. La densitat de població era de 196,7 habitants/km².
Dels 2.103 habitatges en un 18,2% hi vivien nens de menys de 18 anys, en un 55,3% hi vivien parelles casades, en un 6% dones solteres, i en un 36,1% no eren unitats familiars. En el 32,4% dels habitatges hi vivien persones soles el 20,8% de les quals corresponia a persones de 65 anys o més que vivien soles. El nombre mitjà de persones vivint en cada habitatge era de 2,13 i el nombre mitjà de persones que vivien en cada família era de 2,64.
Per edats la població es repartia de la següent manera: un 17,4% tenia menys de 18 anys, un 5,3% entre 18 i 24, un 19,6% entre 25 i 44, un 24,9% de 45 a 60 i un 32,9% 65 anys o més.
L'edat mediana era de 51 anys. Per cada 100 dones de 18 o més anys hi havia 87,4 homes.
La renda mediana per habitatge era de 29.615 $ i la renda mediana per família de 33.679 $. Els homes tenien una renda mediana de 27.264 $ mentre que les dones 19.255 $. La renda per capita de la població era de 18.220 $. Aproximadament el 6,8% de les famílies i el 12,2% de la població estaven per davall del llindar de pobresa.

## Poblacions més properes
El següent diagrama mostra les poblacions més properes.